# 升交點黃經

在日心軌道上的升交點黃經

升交點經度 (longitude of ascending node)（符號是☊ 或 Ω）是用來具體描述天體在空間中軌道的軌道要素之一。它是由參考方向（經度原點）起始，在參考平面上量度至昇交點的角度。因參考平面不同而有升交點黃經或升交點赤經等區別。通常作為經度原點和參考平面的有：
- 在常用的地心坐标系下，通常以地球的赤道作為參考平面，春分點作為經度原點，此时，升交点經度被稱為升交點赤經，或縮寫為RAAN（right ascension of ascending node）。角度是從春分點向東量度（或是說由赤道北方看是逆時針方向）至升交點[3][4]。
- 在日心軌道之下，黃道是參考平面，春分點作為經度原點。角度是從春分點向東量度（或是說由黃道北方看是逆時針方向）至升交點[3]。此時的升交點經度特稱為升交點黃經。
- 在太陽系外的軌道，則在天球上對觀測者的基線方向上做一垂直的平面 （天球上的切面，稱為天空平面），這個參考平面的北方，就是指向天球北極的方向，以垂直投影的方法將原來的經線投影在參考平面上就可以得到。角度的測量以北方為起點向東測量 (對觀測者而言是逆時針方向)至交點的位置[5], pp. 40, 72, 137; [6], chap. 17.。

在聯星情況中，只有目視觀測是不可能知道哪個點是昇交點和哪個點是降交點。在這種情況下所紀錄的軌道參數只是交點的經度，Ω，其數值介於0至180度之間, chap. 17;, p. 72.。

## 由狀態向量計算
在天體力學及太空動力學中，升交點經度 (longitude of ascending node) 可以從軌道狀態向量 [{\displaystyle \mathbf {r} ,\mathbf {v} }] 計算如下：
{\displaystyle \mathbf {h} =\mathbf {r} \times \mathbf {v} }
{\displaystyle \mathbf {r} }: 為天體的位置向量
{\displaystyle \mathbf {v} }: 為天體的速度向量
{\displaystyle \mathbf {h} }: 為天體的角動量向量。
位置向量與速度向量構成軌道面，故其外積(角動量向量)在軌道面法線方向。
{\displaystyle \mathbf {n} =\mathbf {\hat {z}} \times \mathbf {h} }
{\displaystyle \mathbf {\hat {z}} }: 為參考平面 Z 軸單位向量。此單位向量垂直於參考平面。為參考面的法線。
{\displaystyle \mathbf {n} }: 為升交點向量。與升交點線 (line of ascending node) 平行。
因升交點線為軌道面與參考面的交線，故升交點向量與兩平面的法線({\displaystyle \mathbf {h} }及{\displaystyle \mathbf {\hat {z}} })都垂直。所以，可以由兩平面的法線的外積推算出其方向。而它與參考面的 X 軸的夾角，便是升交點經度。
{\displaystyle \cos \Omega ={\mathbf {n} \cdot \mathbf {\hat {x}}  \over {\mathbf {\left|n\right|} }}\,\,\,} ({\displaystyle \mathbf {\hat {x}} }: 為參考平面 X 軸單位向量);
{\displaystyle \Omega =\arccos {{n_{x}} \over {\mathbf {\left|n\right|} }}\ \ (n_{y}\geq 0);}
{\displaystyle \Omega =2\pi -\arccos {{n_{x}} \over {\mathbf {\left|n\right|} }}\ \ (n_{y}<0).}
此處，n=（nx, ny, nz）是指向升交點的向量。參考平面是假設的xy-平面，經度原點的位置在+x-軸的方向。
對無傾斜軌道（軌道傾斜角為0度）就無須定義Ω。計算時依慣例設為0，也就是說指向昇交點的向量n在參考平面上的方向就是+x-軸。